# Pardosa pexa
Pardosa pexa là một loài nhện trong họ Lycosidae.
Loài này thuộc chi Pardosa. Pardosa pexa được Vernon Victor Hickman miêu tả năm 1944.